# Tress MacNeille
Teressa Claire MacNeille (Chicago, 20 giugno 1951) è una doppiatrice statunitense.
È nota per aver prestato la sua voce a personaggi delle serie di cartoni animati di Matt Groening I Simpson e Futurama nella loro versione originale in lingua inglese. Ha inoltre doppiato Paperina in varie produzioni della Disney e nel videogioco Kingdom Hearts II.

## Personaggi dei Simpson doppiati
Agnes Skinner, Lindsey Naegle, Spada, Brandine Spuckler, Cookie Kwan, l'insegnante di catechismo, Mrs. Glick, Joan Bushwell, Bernice Hibbert, Poor Violet, Gavin, Psychic, Billy, Eleanor Abernathy (la gattara pazza), Nonna Sofia Mussolini, Suzanne la strega.

## Doppiaggio
- La Chioccia in Rover & Daisy
- Dot Warner in Animaniacs
- Baby Bunny in I favolosi Tiny
- Cobra Regina in Freakazoid
- Anastasia in Cenerentola II - Quando i sogni diventano realtà, Cenerentola - Il gioco del destino
- Zia Sara e Am (gatto siamese) in Lilli e il vagabondo II - Il cucciolo ribelle
- Zia Gurtie in Topolino e la magia del Natale
- Cip in Cip & Ciop agenti speciali, Topolino e la magia del Natale, Mickey Mouse Works, Il bianco Natale di Topolino - È festa in casa Disney, La casa di Topolino, Topolino, Topolino e gli amici del rally, DuckTales, Cip & Ciop agenti speciali (film)
- Jeanette Chung e Mucca in Bee Movie
- Paperina in Topolino e la magia del Natale, Mickey Mouse Works, House of Mouse - Il Topoclub, Il bianco Natale di Topolino - È festa in casa Disney, Topolino & i cattivi Disney, Topolino, Paperino, Pippo: I tre moschettieri, Topolino strepitoso Natale!, La casa di Topolino, Topolino, Topolino e gli amici del rally, DuckTales
- Mamma Pinguino e piccolo pinguino in La sirenetta II - Ritorno agli abissi
- James "Secco" Jones, Spada, Signora Agnes Skinner, Brandine Spuckler, Lindsey Naegle, Kumiko Nakamura, Shauna Chalmers in I Simpson
- Mamma, Linda, Regina Slurma (ep. 2.4), Bella (ep. 6.14), Capo O'Mannahan (ep. 6.16), commesso Fishy Joe (ep. 6.22), regina d'Inghilterra (ep. 6.23) in Futurama
- Flora, Ciop, Cappuccetto Rosso in House of Mouse - Il Topoclub
- Mamma Natale (ep.21), Rosso Bebé (ep.119, 123-124) in La casa di Topolino
- Regina dei cuori, Si, Am in Topolino & i cattivi Disney
- Il re leone 3 - Hakuna Matata
- Mulan II
- Zambezia, regia di Wayne Thornley (2012)
- Disincanto - serie TV (2018-in corso)